# Palmitos
Palmitos este un oraș în Santa Catarina (SC), Brazilia.